# Laubwald am Hasselbachgraben
Das Naturschutzgebiet Laubwald am Hasselbachgraben liegt im Gemeindegebiet Simmerath, östlich von Roetgen und nördlich von Lammersdorf auf der östlichen Straßenseite der Landesstraße 12.

## Beschreibung
Zahlreiche Laubwaldbestände hat dieses Gebiet, etwa ein Drittel Rotbuchen neben einem Drittel Fichten. Die Gesamtbestände haben unterschiedliches Alter, liegendes und stehendes Totholz zeigt den naturnahen Wald an. Der Hasselbach entspringt oberhalb des Simonsbrander Wegs und durchfließt mit Quellbächen das Gebiet in naturnahen Strukturen. Der dazu von Ost nach West verlaufende markante Hasselbachgraben mit seinem randständigen Fußweg gehört zum Wassereinzugsgebiet der Dreilägerbachtalsperre und wurde 1920 angelegt. Er beginnt unterhalb von Raffelsbrand und mündet nach etwa acht Kilometern in die Dreilägerbachtalsperre. 
Besonders wichtig ist die im nordwestlichen Gebietsteil liegende 12 ha umfassende Naturwaldzelle Nr. 1 des Landes Nordrhein-Westfalen mit dem Namen Kreitzberg mit einem sehr alten Buchenbestand mit Traubeneichen und Sandbirken. Der hohe Anteil an Tot- und Altholz ist wichtig für die vorkommenden Höhlenbrüter. Der Verbund landesweiter Biotopverbundes naturnaher Buchenwälder weist dem Naturschutzgebiet und FFH-Gebiet zudem eine hohe Bedeutung als Reliktstandort der Artgemeinschaften der stark durch Fichtenforste geprägten Rureifel zu. Schutzziel ist die Erhaltung der ausgedehnten Eichenbestände, der natürlichen Felsbildungen und der extensiv genutzten Glatthaferwiesen. Zudem ist der schonende Rückbau der Fichtenaltersklassenbestände in naturnahe Buchenwälder anzustreben.

## Schutzzweck
Fließgewässer mit Unterwasservegetation sollen erhalten werden, ebenso der Hainsimsen-Buchenwald. Wichtig ist das Gebiet für folgende Tierarten: Schwarzspecht, Grauspecht, Feuersalamander und Grasfrosch.
Diese Biotoptypen sind in diesem Gebiet anzutreffen: Quellen, naturnahe unverbaute Bachabschnitte, Bruch und Sumpfwälder, Auwälder.